# 中国人民解放军海南省军区
中国人民解放军海南省军区，机关驻地海南省海口市，隶属中央军事委员会国防动员部，管辖范围为海南省。

## 沿革
1950年7月，由琼崖纵队改编成中国人民解放军海南军区，隶属中南军区。军区机关设有司令部、政治部、干部部、供给部、卫生部；1951年3月，供给部、卫生部合编成后勤部，驻府城镇。海南军区成立后，将第五总队撤销，保留第一总队、第三总队。第一总队辖第四团、第五团、第六团，其中以第五总队第七团改编成第四团，原第四团撤销，第五团未改变，第八团改成第六团，第九团撤销。第三总队辖第一团、第二团、第三团，其中第一、第三团未改变，第二团撤销，以原独立团改成第二团。海南军区直辖独立团（由第一总队第六团改编成）、警卫营、各海防炮队等l7个团营单位。海南军区总人数23367人，另外还有县大队3751人。1951年1月第二次整编，撤销第一总队、第三总队，下辖第一团、第二团、第三团、第四团、第五团、第六团依次改成华南军区独立第二十六团、第二十七团、第二十八团、第二十九团、第三十团、第三十一团，海南军区独立团一部改成炮兵营，一部改成公安部队。1951年9月，根据中央人民政府人民革命军事委员会命令，将海南军区划为三级军区。1952年7月，第四十九军的四三六团、四三七团、四三八团调归海南军区建制，驻榆林地区。同年，以独立第二十六团、第二十七团、第二十八团为基础，组建林业工程第一师（1954年2月集体转业）。独立第二十九团改成53601部队，独立第三十团、第三十一团分别编入公安部队与38002部队。
中国人民解放军第四十三军的前身是东北民主联军第六纵队，l948年授命为中国人民解放军第四十三军。1950年，该军率第一二七师、第一二八师、第一二九师和军直属部（分）队参加了海南岛战役。1950年7月，第四十三军军部及其第一二七师、第一二九师调往广东省湛江市，兼粤西军区；所辖第一二八师仍驻海南岛。
1952年7月，第四十三军奉命自粤西军区调驻海南岛，与海南军区合并，番号是“中国人民解放军海南军区兼第四十三军”，隶属中南军区（1955年改成广州军区）。机关和直属分队驻海府地区。部队改编。l952年10月，第四十三军所属一二九师师部调归中南海军西营基地，该师三八五团调归53609部队建制，该师三八六团、三八七团分别改成海南军区独立第一支队、第二支队（后来改为守备第一五二团、第一五三团）。四三八团调到抗美援朝战争前线。1952年11月，将53607部队调归海南军区兼第四十三军建制。1953年，海南军区兼第四十三军部队总人数76637人，代管单位总人数3957人。1955年11月，海南军区机关迁驻琼山县道美地区，自建营房。1958年8月，迁返海口市。
1961年8月，撤销海南军区兼第四十三军番号，改称中国人民解放军海南军区。所属0147部队在1961年10月调出；所属0148部队在1964年12月调出。1964年，组建53603部队。1985年百万大裁军，海南军区部队整编，53603部队和53607部队合并成53607部队，53612部队和通什军分区合并成榆林军分区，各市、县武装部改归地方建制，各级员额裁减。
1988年4月海南省建省后，海南军区名称不变，仍是军级单位。2004年11月14日，海南军区正式更名为中国人民解放军海南省军区。
2016年1月，在深化国防和军队改革中，中央军委国防动员部成立，海南省军区转隶中央军委国防动员部。

## 历任领导

### 东野6纵→第四十三军
| 军长 - 陈光(1946.10-1947.1)（东野6纵司令员） - 洪学智(1947.2-1948.3.28)（东野6纵司令员） - 黄永胜(1948.3.28-1948.10)（东野6纵代司令员） - 洪学智（1948年11月-1949年5月）（东野6纵司令员→43军军长） - 李作鹏（1949年5月－1950年6月） - 龙书金（1950年6月－？） 副军长 - 李作鹏（1948年11月-1949年5月） - 龙书金（1949年5月－1950年6月） - 阎捷三（1950年6月－1951年8月） - 江燮元（1951年4月－1955年3月） - 黄荣海（1951年8月－1952年6月） | 政治委员 - 赖传珠（1948年11月-1949年5月） - 张池明（1949年5月－1952年4月） - 谢镗忠（1952年5月－？） 副政治委员 - 袁克夫（1949年5月－1951年6月） - 宋维栻（1951年8月－1952年6月） |

| 参谋长 - 冯精华（1950年6月－1950年12月） - 王一平（？－？） - 张永泉（1951年3月－1952年4月） - 钟明锋（1952年4月－1952年6月） - 孙干卿（1952年4月－？） | 政治部主任 - 刘锦屏（1950年2月－1950年8月） - 肖前（1951年2月－1951年8月） - 孙正（1951年8月－1953年3月） |

### 海南军区、海南军区兼第四十三军、海南军区、海南省军区
| 司令员 - 冯白驹（1950年7月－1952年7月） - 吴克华（1952年7月－1954年4月） - 梁兴初（1954年4月－1955年4月） - 吴瑞林 中将（1955年4月－1957年9月） - 庄田 中将（1957年9月－1960年6月） - 吴纯仁 少将（1960年6月－1963年6月，代理） - 孙干卿 少将（1963年6月－1969年11月） - 江雪山（1969年11月－1979年11月） - 江海（1979年11月－1983年5月） - 庞为强 少将（1983年5月－1990年5月） - 肖旭初 少将（1990年6月－1997年7月） - 梁计秋 少将（1997年7月－2001年8月） - 李必兴 少将（2001年8月－2004年3月） - 王晓军 少将（2004年3月－2008年6月） - 黎仕林 少将（2008年6月－2011年1月） - 谭本宏 少将（2011年2月－2014年7月） - 张践 少将（2014年9月－2016年1月） - 陈守民 少将（2016年5月－2019年12月） - 杨征 少将（2019年12月－2021年10月） - 王培杰 少将（2021年10月－） | 党委第一书记 （中共海南省委书记兼任） - 罗保铭（？－？） | 政治委员 - 冯白驹（1950年7月－1952年7月，司令员兼） - 冯白驹（1952年7月－1958年5月，第一政治委员，兼任） - 陈仁麒 中将（1952年11月－1955年12月，第二政治委员） - 谢镗忠 少将（1955年11月－1963年4月，第二政治委员） - 林李明（1958年5月－1964年3月，第一政治委员，兼任） - 宋维栻 少将（1963年3月－1965年1月） - 杨泽江（1964年3月－1968年4月，第一政治委员，兼任） - 魏佑铸 少将（1965年1月－1967年8月） - 冯镜桥（1968年2月－1978年12月，第一政治委员） - 王亮（1968年11月－1978年12月，第二政治委员） - 周益宽（1970年5月－1975年6月，第三政治委员兼兵团政委） - 李鹏（1978年12月－1983年5月） - 罗天（1980年2月－1983年2月，第一政治委员，兼任） - 王星（1983年5月－1985年8月） - 姚文绪（1984年2月－1986年3月，第一政治委员，兼任） - 刘桂楠 少将（1985年8月－1989年） - 龚平秋 少将（1989年1月－1994年3月） - 周传统 少将（1994年3月－2001年1月） - 贺贤书 少将（2001年1月－2007年8月） - 刘鼎新 少将（2007年8月－2012年7月） - 刘新 少将（2012年7月－2017年4月） - 叶青 少将（2017年4月－2019年9月） - 何清凤 海军少将（2019年12月－） |

| 副司令员 - 吴克之（1950年7月－1951年7月） - 马白山（1950年7月－1981年1月） - 龙书金（1952年7月任命，未到职） - 张才千（1953年9月任命，未到职） - 刘贤权（1953年9月－1954年，第一副司令员） - 李梓斌（1953年9月－1954年7月，后勤副司令员） - 毛和发（1955年4月－1960年7月） - 赵遵康（1955年9月－1960年7月，后勤副司令员） - 吴纯仁（1955年10月－1960年3月） - 段志清（1957年9月－1969年2月） - 赵浩然（1960年8月－1961年4月，兼参谋长） - 王建国（1961年10月－1965年2月） - 袁意奋（1964年2月－1969年10月，兼基地司令员） - 杨绍良（1964年9月－1968年5月） - 覃士冕（1965年9月－1969年11月） - 刘远生（1965年9月－1968年7月，兼要塞司令员） - 冯镜桥（1966年5月－1968年2月） - 江雪山（1967年8月－1969年11月） - 段秉善（1968年1月任命，未到职） - 乔怀宝（1969年6月－1981年10月） - 张世英（1969年10月－1979年1月） - 刘荣（1969年10月－1979年1月） - 纪刚（1969年11月－1978年10月） - 孟亚东（1969年11月－1979年2月） - 江海（1970年1月－1979年11月） - 王子玉（1970年4月－1979年1月） - 王必之（1970年1月－1978年1月，兼要塞司令员） - 周宗（1973年5月－1979年11月） - 段志清（1975年5月－1979年1月） - 岳洪池（1977年3月－1978年12月） - 陈育才（1978年12月－1982年5月） - 杨松岭（1978年12月－1983年5月） - 张发华（1978年12月－1983年5月） - 边贵祥（1979年9月－1983年5月） - 孙凤章（1981年8月－1983年5月） - 赖子英（1983年5月－1989年4月） - 李庭芳（1983年5月－1985年8月） - 贾德生（1984年9月－1985年8月） - 张德仁 少将（1989年5月－1995年3月） - 刘承宝 少将（1990年6月－1994年3月） - 陈佐才 少将（1994年3月－1999年4月） - 李必兴 少将（1995年3月－2001年8月） - 招尚福 少将（1999年4月－2005年10月） - 阎力平 少将（2001年8月－2002年7月） - 倪善学 少将（2002年2月－2005年1月） - 胡海平 少将（2003年7月－2009年2月） - 刘峻嶂 少将（2005年6月－2009年4月） - 高扬 少将（2009年2月－2013年3月） - 杨永海 少将（2009年2月－2012年7月） - 李谷建 少将（2012年7月－2014年4月） - 张兵 少将（2013年3月－？） - 毕重峰 少将（2014年4月－） - 杨征 少将（2017年4月－） | 副政治委员 - 黄康（1950年7月－1951年1月） - 陈德（1950年10月－1953年3月） - 谢镗忠（1952年7月－1955年11月） - 陈青山（1957年5月－1965年1月） - 郁文（1960年5月－1961年8月，兼政治部主任） - 魏佑铸（1961年3月－1967年8月） - 单印章（1965年2月－1968年2月） - 吕彬（1965年2月－1968年2月） - 李鹏（1965年8月－1968年9月，兼要塞区政委） - 陈树福（1969年6月－1976年11月） - 顾相林（1969年6月－1979年1月，兼要塞区政委） - 薛仁斌（1970年1月－1980年2月） - 蒋立明（1971年5月－1979年1月） - 符志洛（1978年12月－1983年5月） - 刘醒华（1978年12月－1983年5月） - 程一湘（1978年12月－1983年5月） - 龚密祥（1983年5月－1985年4月） - 李云生（1985年8月－1986年2月） - 龚平秋（1986年8月－1989年1月） - 丁玉才（1989年1月－1990年6月） - 邓汉民 少将（1990年6月－1993年2月） - 周传统 少将（1993年2月－1994年3月） - 吴凤龙 少将（1994年3月－1995年12月） - 郑大进 少将（1995年12月－1997年3月） - 杨先厚 少将（1997年3月－1998年7月） - 刘人杰 少将（1998年7月－2003年6月） - 秦国光 少将（2003年6月－2006年10月） - 刘鼎新 少将（2006年10月－2007年8月） - 黄声云 少将（2007年9月－2011年12月） - 白念法 少将（2011年12月－2012年3月） - 刘新 少将（2012年3月－2012年7月） - 谢建良 少将（2012年7月－2013年11月） - 李尚林 少将（2013年11月－2016年） - 郑少波 少将（2016年－） |

| 参谋长 - 符振中（1949年10月－1950年7月） - 朱子休（1950年7月－1952年6月） - 江燮元（1952年6月－1955年3月） - 孙干卿（1954年6月－1955年10月） - 赵浩然（1955年10月－1960年8月） - 冯镜桥（1961年4月－1963年8月） - 胡海晓（1963年8月－1968年1月） - 孟亚东（1968年1月－1969年11月） - 李耀先（1969年6月－1978年12月） - 张良平（1978年12月－1983年5月） - 张德仁（1983年5月－1989年4月） - 柳河生（1989年5月－1989年11月） - 张德仁 少将（1990年6月－1993年2月，兼任） - 李泽荣 少将（1993年2月－1998年7月） - 阎力平 少将（1998年7月－2001年8月） - 倪善学 少将（2001年8月－2002年） - 杨永海 少将（2002年2月－2009年2月） - 李欣剑 少将（2009年2月－2010年11月） - 张兵 少将（2010年11月－2013年3月） - 杨征 少将（2013年3月－2017年4月） 副参谋长 - 薄公才（？－？） - 孙干卿（？－？） - 郭琦（？－？） - 贾清江（？－？） - 郭建文（？－？） - 张世英（？－？） - 范华（？－？） - 梁青山（？－？） - 姜仲义（？－？） - 张发华（？－？） - 李耀先（？－？） - 郭壮强（？－？） - 张良平（？－？） - 王文林（？－？） - 朱文清（？－？） - 孙凤章（？－？） - 惠军锐（？－？） - 宋新盈（？－？） - 成浩（？－？） - 朱福祥（？－？） - 李鑫海（？－？） - 王厚泽（？－？） - 谢根丛（？－？） - 黎洪球 大校（？－1993年2月） - 杨昭江（？－？） - 陈振湖 大校（？－1992年7月） - 鲁久顺 大校（1993年2月－1994年7月，1993年11月起兼预备役第一师师长） - 向多银 大校（1993年2月－？） - 杨永海 大校（1994年4月－1998年12月） - 符戆 大校（1998年12月－2009年4月） - 陈海深 大校（2001年－？） - 陈松德 大校（2010年－？） - 李金太 大校（？－？，兼海南预备役步兵师师长） - 付华明 大校（2014年12月－？） 司令部顾问 - 王文林（？－？） - 郭壮强（？－？） - 王山平（？－？） - 梁青山（？－？） - 惠军锐（？－？） - 宋新盈（？－？） - 刘喜斌（？－？） | 政治部主任 - 黄康（1949年10月－1950年7月，兼任） - 陈德（1950年7月－1952年7月，1950年10月起为副政治委员兼） - 孙正（1952年7月－1953年3月） - 谢镗忠（1953年3月－1955年11月） - 郁文（1955年12月－1961年8月） - 魏佑铸（1961年3月－1963年11月） - 单印章（1963年11月－？） - 吕彬（1965年2月－1966年12月） - 陈树福（1967年8月－1969年10月） - 薛仁斌（1969年5月－1970年2月） - 王天羿（1970年1月－1975年8月） - 于兴化（1975年8月－1976年10月） - 刘醒华（1978年12月－1979年9月） - 王星（1979年9月－1983年5月） - 刘仕楚（1983年6月－1985年3月） - 周传统 少将（1985年4月－1993年2月） - 吴凤龙 少将（1993年2月－1994年3月） - 郑大进 少将（1994年3月－1995年12月） - 杨先厚 大校（1995年12月－1997年3月） - 李俊安 大校（1997年3月－2003年） - 刘鼎新 少将（2003年3月－2006年10月） - 吕强 少将（2006年12月－2010年11月） - 谢建良 少将（2010年11月－2012年7月） - 吴烈冲 少将（2012年7月－2014年12月） - 王光明 少将（2014年12月－？） 政治部副主任 - 符荣鼎（？－？） - 陈青山（？－？；？－？，第一副主任） - 黄乃宇（？－？） - 魏佑铸（？－？，第一副主任） - 郭超（？－？） - 王立宪（？－？） - 王居义（？－？） - 冯所唐（？－？） - 张天陶（？－？） - 单印章（？－？） - 李鹏（？－？） - 陈树福（？－？） - 张守伦（？－？） - 马腾（？－？） - 许光（？－？） - 王民（？－？） - 陆鸿帮（？－？） - 刘醒华（？－？） - 符志洛（？－？） - 何敦锦（？－？） - 程一湘（？－？） - 吴方定（？－？） - 盖平（？－？） - 夏发（？－？） - 马永庆（？－？） - 周传统（？－？） - 郑大进 大校（？－？；？－1994年3月） - 陈克勤（？－？） - 蒋金富 大校（？－1992年7月） - 刘道利 大校（1993年2月－1999年9月） - 李远富 大校（1993年－1994年，1993年11月起兼预备役第一师政委） - 何益君 大校（1994年4月－1996年） - 柏剑泰 大校（1997年3月－1998年12月病逝） - 张文瑞 大校（1999年－？） - 徐国良 大校（1999年9月－2000年） - 湛世坤 大校（1999年9月－2001年11月） - 刘新 大校（2001年1月－2012年3月） - 黄建才 大校（2001年11月－2006年） - 廖朝毅 大校（2010年2月－2012年7月） - 贺光平 大校（2011年－？） - 陈宗云 大校（2014年－？） 政治部顾问 - 倪国祥（？－？） - 吴方定（？－？） - 何敦锦（？－？） - 盖平（？－？） - 符树森（？－？） 干部部部长 - 符荣鼎（？－？） - 李一夫（？－？） - 赵禁（？－？） 干部部副部长 - 张宝堂（？－？） - 李心从（？－？） - 林明（？－？） |

| 后勤部部长 - 曾若空（1950年7月－1952年7月） - 侯德渊（1952年8月－1953年8月） - 李梓斌（1953年9月－1954年7月，后勤副司令员兼） - 赵遵康（1955年9月－1960年5月，后勤副司令员兼） - 黄述源（1960年5月－1967年1月） - 乔怀宝（1967年1月－1969年6月） - 刘君（1969年6月－1975年5月） - 陈治帮（1975年5月－1983年5月） - 王毅（1983年5月－1985年11月） - 詹益耀（1985年11月－1990年1月） - 朱继法 大校（1990年9月－1994年7月） - 李金喜大校（1995年－1998年2月） - 倪善学大校（1998年2月－2001年8月） - 陈剑锋大校（2001年11月－2009年2月） - 赵施恩大校（2009年2月－2013年3月） - 狄勤良大校（2013年3月－？） 后勤部副部长 - 黄树桐（？－？） - 吕光（？－？） - 房荣庆（？－？） - 黄述源（？－？） - 孙辉明（？－？） - 侯金龙（？－？） - 李炳宣（？－？） - 乔怀宝（？－？） - 刘登庆（？－？） - 陈治帮（？－？） - 刘览延（？－？） - 刘君（？－？） - 王连明（？－？） - 刘守俭（？－？） - 马秀举（？－？） - 巴殿和（？－？） - 刘梅村（？－？） - 杨荫宿（？－？） - 林青（？－？） - 王文博（？－？） - 陈发明（？－？） - 杨栋（？－？） - 詹益耀（？－？） - 李泽丰（？－？） - 陈德沛（？－？） - 于清国（？－？） - 王毅（？－？） - 林爱兰（？－？） - 杨春元 大校（？－1991年6月） - 杨宣国（？－？） - 朱继法（？－？） - 张梦恩 大校（？－1996年7月） - 向多银 上校（1991年8月－1993年2月） - 李金喜 上校（1993年2月－1995年） - 杨志成 大校（1995年－1998年7月） - 陈剑锋 大校（1996年5月－2000年1月） - 邓又发 大校（1998年10月－？） - 周锡洪 大校（2000年2月－？） - 廖长武 大校（？－？） - 杜传福 大校（？－？） - 程佑祥 大校（？－？） 卫生部部长 - 郭汉忠（？－？） 卫生部副部长 - 侯金龙（？－？） | 后勤部政治委员 - 韩宽定（1950年7月－1952年8月） - 毕舒国（1952年8月－1953年11月） - 张天陶（1956年4月－1961年8月） - 潘炳福（？－？） - 王晓峰（？－？） - 高本德（？－？） - 邢营（？－？） - 廖柏林（？－？） - 陈剑锋 大校（2000年1月－2001年11月） - 湛世坤 大校（2001年11月－2004年8月） - 李生琼 大校（2004年8月－2009年4月） - 廖朝毅 大校（2009年4月－2010年2月） - 黄艳林 大校（2010年－？） 后勤部副政治委员 - 韩宽定（？－？） - 阎之青（？－？） - 黄岐山（？－？） - 高本德（？－？） - 何敦锦（？－？） - 李凤桂（？－？） - 陆鸿帮（？－？） - 高仁言（？－？） - 李清桂（？－？） - 陈永春（？－？） - 段文翰（？－？） - 邢营（？－？） - 裴梓清（？－？） - 李伟（？－？） - 朱继法（？－？） - 杨宣园（？－？） 后勤部顾问 - 伍向华（？－？） - 符气元（？－？） - 马秀举（？－？） - 李清桂（？－？） - 杨荫宿（？－？） - 黄岐山（？－？） - 王子林（？－？） - 陈必志（？－？） 卫生部政治委员 - 符致东（？－？） |

| 纪律检查委员会书记 纪律检查委员会副书记 装备部部长 （1992年11月1日成立技术部，1996年改称装备技术部，1999年改称装备部） - 崔晓军 大校（1993年10月－2000年） - 向多银 大校（2001年－2003年3月） - 刘秉耕 大校（2003年3月－2010年3月） - 陶方元 大校（2010年3月－2015年） - 袁长清 大校（2015年－？） 装备部副部长 - 林良梓 上校（1992年12月－1995年） - 陈剑锋 大校（1995年－1996年5月） - 湛世坤 大校（1996年5月－1999年9月） - 梁帝 大校（1999年9月－？） - 狄勤良 大校（？－2011年6月） - 彭吉昌 大校（？－？） | 顾问 - 张世英（1979年1月－1981年10月） - 王子玉（1979年1月－1981年4月） - 刘荣（1979年1月－1983年5月） - 蒋立明（1979年1月－1983年5月） - 乔怀宝（1981年1月－1983年5月） - 马白山（1981年1月－1983年5月） - 顾相林（1981年10月－1983年3月） - 符志洛（1983年5月－1985年8月） - 边贵祥（1983年5月－1985年8月） 研究员 - 李庭芳（1985年－？） - 陈泽安（？－？，正师职） - 廖柏林（？－？，正师职） |

| 炮兵司令员 - 魏洪亮（？－？） - 王泮文（？－？） - 范华（？－？） - 王泮文（？－？） 炮兵副司令员 - 张发华（？－？） 炮兵参谋长 - 孙干卿（？－？） - 王泮文（？－？） - 任谦（？－？） - 王慈民（？－？） - 刘梅村（？－？） - 范华（？－？） - 郭壮强（？－？） - 孙捷（？－？） - 杨荫宿（？－？） - 范华（？－？） | 国防工程指挥部主任 - 孙干卿（？－？，兼任） - 廖仲符（？－？） - 李魁三（？－？） - 梁青山（？－？） 国防工程指挥部副主任 - 李魁三（？－？） - 梁青山（？－？） - 刘贤庭（？－？） - 巴殿和（？－？） 国防工程指挥部政治委员 - 李德清（？－？） - 王兰心（？－？） - 王德坤（？－？） - 张克信（？－？） - 杨德琦（？－？） 国防工程指挥部副政治委员 - 李德清（？－？） - 王兰心（？－？） |

| 海南军区人武部部长 - 陈岩（？－？） 海南军区人武部副部长 - 王志平（？－？） | 海南兵役局局长 - 陈岩（？－？） - 冯所唐（？－？） - 马腾（？－？） - 王志平（？－？） |